# Teatro Coliseo España
Pour les articles homonymes, voir Colisée (homonymie).
Le bâtiment Colisée de Séville, aussi connu sous l'appellation de Teatro Coliseo Espana, se trouve sur l'Avenue de la Constitution, dans le centre historique de la ville.

## Histoire
Le bâtiment a été projeté à l'origine pour être un cinéma en 1924 par les frères José et Aurelio Gómez Millán, sur le site de l'ancien couvent de Santo Tomás. Il a été initialement appelé Cinema Reina Mercedes, mais quelques mois avant l'Exposition ibéro-américaine de 1929, il était devenu Teatro Reina Victoria, après la réduction de sa jauge et l'agrandissement de la scène, inauguré le 3 décembre 1931 sous l'appellation de “Coliseo Espana”.

## Colisée
De style régionaliste, il est l'un des meilleurs bâtiments de cette tendance, et fait partie de l'ensemble des opérations urbaines réalisées à partir de 1911 dans la ville avec l'objectif de la future Exposition devant se tenir à Séville. 
Le bâtiment a été adapté pour une compagnie bancaire entre 1975 et 1979. Pour cela son intérieur a été complètement évidé, laissant seulement les façades dans leur état original.
Bien d'Intérêt Culturel, le bâtiment du Colisée est catalogué comme monument, et figure comme tel depuis 1971. 

## Liens externes
- Wikimedia Commons Héberge une catégorie multimédia sur Teatro Coliseo Espana.
- Bases de données du patrimoine Immobilier de l'Andalousie. Institut Andalou du Patrimoine Historique. Cabinet de Culture de la Junte de l'Andalousie: Fiche du Bâtiment Coliseo de Séville